# Höj Rösten
Höj Rösten var en svensk vänsterpolitisk musikgrupp från Stockholm.
Bland medlemmarna märktes Gunnar Idering (sång, gitarr, mandolin, keyboards och trummor), Christer Jonasson (sång, gitarr, mandolin, bouzouki och munspel) och Marie-Louice Söderström (sång och percussion) från Fria Proteatern. De övriga var Malin Asklund (sång, gitarr och percussion), Klas Rudefors (bas och sång) och Maud Rudefors (flöjt och sång). 
Höj Rösten spelade folkrock med vänsterpolitiska texter på svenska om bland annat brister i arbetslivet och arbetslöshet. Gruppen lade dock större vikt vid musiken än Fria Proteatern och bevarade popstuket från Iderings 1960-talsgrupp The Mascots. Gruppen utgav det självbetitlade albumet Höj Rösten (Oktober OSLLP 505, 1974).